# Associação Académica de Maputo
La Associação Académica de Maputo, usualmente conocida como Académica es un equipo de fútbol de Maputo, Mozambique, que juega en la Moçambola 3, actual denominación para la Tercera División.

## Jugadores

### Plantilla 2008/09
- Actualizado al 20 de agosto de 2008.